# كاستيخون (قونكة)
بلدية قسطجون (بالإسبانية: Castejón)‏، هي إحدى بلديات مقاطعة قونكة إحدى مقاطعات إسبانيا، و التي تقع في منطقة قشتالة والمنشف وسط البلاد، و المائلة لجهة الشرق من إسبانيا. بلغ عدد سكانها 215 نسمة وفقاً لإحصائية سنة (2007).